# PC14 Eisch-Mamerfietsroute
De PC14 Eisch-Mamer-Radweg (PC14 Eisch-Mamer) is een lange afstandsfietsroute (Piste Cycable) van het Luxemburgse nationale fietsroutenetwerk in Luxemburg. De route verbindt het dal van de Alzette met dat van de riviertjes Eisch en Mamer. Het traject is tussen Mamer en Olm bewegwijzerd in twee richtingen. Het resterende deel staat gepland qua bewegwijzering. 

## Traject
De route start in Mamer en volgt de loop van de Eisch richting de monding in de Alzette in Mersch. Hier kan worden aangesloten op de PC15 Alzette-Radweg naar Ettelbrück of Luxemburg. 
In startplaats Mamer kan worden aangesloten op de EuroVelo EV5 Via Romea Francigena en de PC13 Nicolas Franz.

## Aansluitingen met Europese routes
- In Mamer kan worden aangesloten op de EuroVelo EV5 Via Romea Francigena.

## Aansluitingen met andere routes
- In Mamer kan worden aangesloten op de PC13 Nicolas Franz.
- In Mersch kan worden aangesloten op de PC15 Alzette-Radweg.